# Selás (ås i Island, Norðurland eystra, lat 65,48, long -17,18)
Selás är en ås i republiken Island. Den ligger i regionen Norðurland eystra, 260 km nordost om huvudstaden Reykjavík.